# Niphona rondoni
Niphona rondoni là một loài bọ cánh cứng trong họ Cerambycidae.